# Grand Prix Laguna 2015
La 1re édition du Grand Prix Laguna a eu lieu le 15 février 2015. La course fait partie du calendrier UCI Europe Tour 2015 en catégorie 1.2.
L'épreuve a été remportée en solitaire par l'Autrichien Michael Gogl (Felbermayr Simplon Wels) qui s'impose respectivement de cinq et dix secondes devant les Italiens Seid Lizde (Colpack) et Simone Petilli (Unieuro Wilier).

## Présentation

### Équipes
Classé en catégorie 1.2 de l'UCI Europe Tour, le Grand Prix Laguna est par conséquent ouvert aux équipes continentales professionnelles croates, aux équipes continentales, aux équipes nationales et aux équipes régionales et de clubs.
Seize équipes participent à ce Grand Prix Laguna - douze équipes continentales et deux équipes régionales et de clubs :
| Équipes continentales     | Équipes continentales | Équipes continentales |
| Nom de l'équipe           | Pays                  | Code                  |
| ------------------------- | --------------------- | --------------------- |
| Adria Mobil               | Slovénie              | ADR                   |
| D'Amico Bottecchia        | Italie                | AZT                   |
| Felbermayr Simplon Wels   | Autriche              | RWS                   |
| GM                        | Italie                | GMC                   |
| Hrinkow Advarics Cycleang | Autriche              | HAC                   |
| Meridiana Kamen           | Croatie               | MKT                   |
| Radenska Ljubljana        | Slovénie              | RAR                   |
| Synergy Baku Project      | Azerbaïdjan           | BCP                   |
| Tirol                     | Autriche              | TIR                   |
| Unieuro Wilier            | Italie                | UNI                   |
| Utensilnord               | Hongrie               | UNA                   |
| WSA-Greenlife             | Autriche              | WSA                   |

| Équipes régionales et de clubs | Équipes régionales et de clubs | Équipes régionales et de clubs |
| Nom de l'équipe                | Pays                           | Code                           |
| ------------------------------ | ------------------------------ | ------------------------------ |
| Colpack                        | Italie                         | CLP                            |
| Sava                           | Slovénie                       | SAK                            |

### Primes
Les vingt prix sont attribués suivant le barème de l'UCI,. Le total général des prix distribués est de 6 010 €.
| Position | 1er     | 2e      | 3e    | 4e    | 5e    | 6e    | 7e    | 8e    | 9e    | 10e à 20e |
| Prix     | 2 425 € | 1 210 € | 607 € | 305 € | 240 € | 180 € | 180 € | 118 € | 118 € | 57 €      |

## Classements

### Classement final
| Classement final | Classement final  | Classement final | Classement final        | Classement final   |
|                  | Coureur           | Pays             | Équipe                  | Temps              |
| ---------------- | ----------------- | ---------------- | ----------------------- | ------------------ |
| 1er              | Michael Gogl      | Autriche         | Felbermayr Simplon Wels | en 3 h 57 min 30 s |
| 2e               | Seid Lizde        | Italie           | Colpack                 | + 2 s              |
| 3e               | Simone Petilli    | Italie           | Unieuro Wilier          | + 5 s              |
| 4e               | Marko Kump        | Slovénie         | Adria Mobil             | + 10 s             |
| 5e               | Daniel Biedermann | Autriche         | Felbermayr Simplon Wels | + 10 s             |
| 6e               | Davide Martinelli | Italie           | Colpack                 | + 10 s             |
| 7e               | Damiano Cima      | Italie           | Colpack                 | + 10 s             |
| 8e               | Lorenzo Rota      | Italie           | Unieuro Wilier          | + 10 s             |
| 9e               | Marco Tecchio     | Italie           | Unieuro Wilier          | + 10 s             |
| 10e              | Maksym Averin     | Azerbaïdjan      | Synergy Baku Project    | + 10 s             |
| modifier         |                   |                  |                         |                    |

### UCI Europe Tour
Ce Grand Prix Laguna attribue des points pour l'UCI Europe Tour 2015, par équipes seulement aux coureurs des équipes continentales professionnelles et continentales, individuellement à tous les coureurs sauf ceux faisant partie d'une équipe ayant un label WorldTeam.
| Position,          | 1er | 2e | 3e | 4e | 5e | 6e | 7e | 8e |
| Classement général | 40  | 30 | 16 | 12 | 10 | 8  | 6  | 3  |